# El sueño de Morfeo (álbum)
El Sueño de Morfeo é o primeiro álbum de estúdio da banda espanhola El Sueño de Morfeo. Foi lançado em 2005 conseguindo grande êxito na Espanha. Seu primeiro single foi "Nunca Volverá", seguido de "Ojos de Cielo", "Okupa de tu corazón" e, por fim, "Esta soy yo". Em fevereiro de 2006 o disco foi certificado como disco de platina pela Federação Internacional da Indústria Fonográfica.

## Faixas
| Edição padrão |                       |         |  |
| N.º           | Título                | Duração |  |
| 1.            | "Somos Aire"          | 3:44    |  |
| 2.            | "Ojos de Cielo"       | 4:14    |  |
| 3.            | "Okupa de Tu Corazón" | 3:42    |  |
| 4.            | "Rendida a Tus Pies"  | 3:09    |  |
| 5.            | "Hoy me Iré"          | 3:14    |  |
| 6.            | "Esta Soy Yo"         | 4:24    |  |
| 7.            | "Nunca Volverá"       | 3:24    |  |
| 8.            | "Cosas que Dirán"     | 3:31    |  |
| 9.            | "Puede"               | 3:14    |  |
| 10.           | "A Paso de Tortuga"   | 4:06    |  |
| 11.           | "Amor de Sal"         | 3:10    |  |
| 12.           | "Un Dia de Aquellos"  | 3:14    |  |

| Reedição |                    |         |  |
| N.º      | Título             | Duração |  |
| 12.      | "Sonrisa especial" | 3:34    |  |
| 13.      | "Tómate la vida"   | 3:57    |  |

| DVD Edição Especial |                                    |         |  |
| N.º                 | Título                             | Duração |  |
| 14.                 | "Nunca volverá (videoclipe)"       |         |  |
| 15.                 | "Ojos De Cielo (videoclipe)"       |         |  |
| 16.                 | "Okupa De Tu Corazón (videoclipe)" |         |  |
| 17.                 | "Galería de fotos"                 |         |  |
| 18.                 | "Extras"                           |         |  |

## Singles

### Singles Oficiais
- 2005: "Nunca Volverá" — #1 (SPN)
- 2005: "Ojos De Cielo" — #6 (SPN)
- 2005: "Okupa De Tu Corazón" — #19 (SPN)
- 2006: "Esta Soy Yo" — #8 (SPN)

### Radio Singles
- 2006: "Tómate La Vida" (tema de Cruzcampo) — #1 (SPN - 3 semanas)